# Jerdy Schouten
Jerdy Hendrikus Gerardus Bernardus Schouten (Hellevoetsluis, 12 gennaio 1997) è un calciatore olandese, centrocampista del PSV e della nazionale olandese.

## Biografia
È il pronipote di Henk Schouten, ex attaccante dell'Excelsior e del Feyenoord.

## Carriera

### Club

#### Inizi in patria
Cresciuto nel settore giovanile dell’ADO Den Haag, il 18 maggio 2017 si trasferisce al Telstar, con cui firma un annuale. Dopo un’ottima stagione disputata in Eerste Divisie, il 2 maggio 2018 si lega con un triennale all’Excelsior.

#### Bologna
Il 4 luglio 2019 viene comunicato dal sito ufficiale del Bologna il passaggio dell’olandese alla squadra emiliana per 2,5/3 milioni di euro. L'esordio ufficiale con i rossoblù, nonché in Serie A, avviene il 6 ottobre, in occasione della partita casalinga contro la Lazio, rilevando Mattias Svanberg. All'inizio della sua esperienza fatica a trovar spazio ma nei mesi successivi le sue ottime prestazioni lo rendono un titolare fisso del centrocampo felsineo. Segna il suo primo gol in Serie A (oltre che con i rossoblù) il 20 marzo 2021 nel successo per 2-3 contro il Crotone, contribuendo alla rimonta dei felsinei che erano sotto di due goal.

#### PSV
Il 16 agosto 2023 fa ritorno in patria al PSV per 15 milioni di euro, firmando un contratto quinquennale. Tre giorni più tardi, fa il suo debutto in Eredivisie con il club olandese, giocando il secondo tempo della sfida vinta per 3-1 contro il Vitesse. Il 22 agosto, fa il suo debutto in Champions League, nello spareggio di andata contro i Rangers (2-2). Segna la sua prima rete con la nuova squadra il 4 novembre, nella strabordante vittoria per 6-0 contro l'Heracles Almelo.

### Nazionale
Nel maggio 2022 viene convocato per la prima volta in nazionale maggiore. L'8 giugno dello stesso anno esordisce con gli Oranje nel successo per 1-2 in casa del Galles, match valido per la Nations League.

## Statistiche

### Presenze e reti nei club
Statistiche aggiornate al 1º febbraio 2025.
| Stagione        | Squadra         | Campionato      | Campionato | Campionato | Coppe nazionali | Coppe nazionali | Coppe nazionali | Coppe continentali | Coppe continentali | Coppe continentali | Altre coppe | Altre coppe | Altre coppe | Totale | Totale | Totale |
| Stagione        | Squadra         | Comp            | Pres       | Reti       | Comp            | Pres            | Reti            | Comp               | Pres               | Reti               | Comp        | Pres        | Reti        | Pres   | Reti   |        |
| --------------- | --------------- | --------------- | ---------- | ---------- | --------------- | --------------- | --------------- | ------------------ | ------------------ | ------------------ | ----------- | ----------- | ----------- | ------ | ------ | ------ |
| 2016-2017       | ADO Den Haag    | E               | 2          | 0          | CO              | 1               | 0               | -                  | -                  | -                  | -           | -           | -           | 3      | 0      |        |
| 2017-2018       | Telstar         | ED              | 37+2       | 4          | CO              | 1               | 0               | -                  | -                  | -                  | -           | -           | -           | 40     | 4      |        |
| 2018-2019       | Excelsior       | E               | 31+2       | 1          | CO              | 1               | 0               | -                  | -                  | -                  | -           | -           | -           | 34     | 1      |        |
| 2019-2020       | Bologna         | A               | 19         | 0          | CI              | 1               | 0               | -                  | -                  | -                  | -           | -           | -           | 20     | 0      |        |
| 2020-2021       | Bologna         | A               | 34         | 1          | CI              | 1               | 0               | -                  | -                  | -                  | -           | -           | -           | 35     | 1      |        |
| 2021-2022       | Bologna         | A               | 17         | 1          | CI              | 1               | 0               | -                  | -                  | -                  | -           | -           | -           | 18     | 1      |        |
| 2022-2023       | Bologna         | A               | 33         | 0          | CI              | 3               | 0               | -                  | -                  | -                  | -           | -           | -           | 36     | 0      |        |
| Totale Bologna  | Totale Bologna  | Totale Bologna  | 103        | 2          |                 | 6               | 0               |                    | -                  | -                  |             | -           | -           | 109    | 2      |        |
| 2023-2024       | PSV             | E               | 29         | 4          | CO              | 2               | 0               | UCL                | 9                  | 0                  | SO          | -           | -           | 40     | 4      |        |
| 2024-2025       | PSV             | E               | 18         | 1          | CO              | 4               | 0               | UCL                | 7                  | 1                  | SO          | 1           | 0           | 30     | 2      |        |
| Totale PSV      | Totale PSV      | Totale PSV      | 47         | 5          |                 | 6               | 0               |                    | 16                 | 1                  |             | 1           | 0           | 70     | 6      |        |
| Totale carriera | Totale carriera | Totale carriera | 224        | 12         |                 | 15              | 0               |                    | 16                 | 1                  |             | 1           | 0           | 256    | 13     |        |

### Cronologia presenze e reti in nazionale
| Cronologia completa delle presenze e delle reti in nazionale ― Paesi Bassi | Cronologia completa delle presenze e delle reti in nazionale ― Paesi Bassi | Cronologia completa delle presenze e delle reti in nazionale ― Paesi Bassi | Cronologia completa delle presenze e delle reti in nazionale ― Paesi Bassi | Cronologia completa delle presenze e delle reti in nazionale ― Paesi Bassi | Cronologia completa delle presenze e delle reti in nazionale ― Paesi Bassi | Cronologia completa delle presenze e delle reti in nazionale ― Paesi Bassi | Cronologia completa delle presenze e delle reti in nazionale ― Paesi Bassi |
| Data                                                                       | Città                                                                      | In casa                                                                    | Risultato                                                                  | Ospiti                                                                     | Competizione                                                               | Reti                                                                       | Note                                                                       |
| -------------------------------------------------------------------------- | -------------------------------------------------------------------------- | -------------------------------------------------------------------------- | -------------------------------------------------------------------------- | -------------------------------------------------------------------------- | -------------------------------------------------------------------------- | -------------------------------------------------------------------------- | -------------------------------------------------------------------------- |
| 8-6-2022                                                                   | Cardiff                                                                    | Galles                                                                     | 1 – 2                                                                      | Paesi Bassi                                                                | UEFA Nations League 2022-2023 - 1º turno                                   | -                                                                          | 67’                                                                        |
| 18-11-2023                                                                 | Amsterdam                                                                  | Paesi Bassi                                                                | 1 – 0                                                                      | Irlanda                                                                    | Qual. Euro 2024                                                            | -                                                                          | 90’                                                                        |
| 26-3-2024                                                                  | Francoforte sul Meno                                                       | Germania                                                                   | 2 – 1                                                                      | Paesi Bassi                                                                | Amichevole                                                                 | -                                                                          | 75’                                                                        |
| 6-6-2024                                                                   | Rotterdam                                                                  | Paesi Bassi                                                                | 4 – 0                                                                      | Canada                                                                     | Amichevole                                                                 | -                                                                          |                                                                            |
| 10-6-2024                                                                  | Rotterdam                                                                  | Paesi Bassi                                                                | 4 – 0                                                                      | Islanda                                                                    | Amichevole                                                                 | -                                                                          | 66’                                                                        |
| 16-6-2024                                                                  | Amburgo                                                                    | Polonia                                                                    | 1 – 2                                                                      | Paesi Bassi                                                                | Euro 2024 - 1º turno                                                       | -                                                                          |                                                                            |
| 21-6-2024                                                                  | Lipsia                                                                     | Paesi Bassi                                                                | 0 – 0                                                                      | Francia                                                                    | Euro 2024 - 1º turno                                                       | -                                                                          | 31’ 73’                                                                    |
| 25-6-2024                                                                  | Berlino                                                                    | Paesi Bassi                                                                | 2 – 3                                                                      | Austria                                                                    | Euro 2024 - 1º turno                                                       | -                                                                          |                                                                            |
| 2-7-2024                                                                   | Monaco di Baviera                                                          | Romania                                                                    | 0 – 3                                                                      | Paesi Bassi                                                                | Euro 2024 - Ottavi di finale                                               | -                                                                          | 69’                                                                        |
| 6-7-2024                                                                   | Berlino                                                                    | Paesi Bassi                                                                | 2 – 1                                                                      | Turchia                                                                    | Euro 2024 - Quarti di finale                                               | -                                                                          |                                                                            |
| 10-7-2024                                                                  | Dortmund                                                                   | Paesi Bassi                                                                | 1 – 2                                                                      | Inghilterra                                                                | Euro 2024 - Semifinale                                                     | -                                                                          |                                                                            |
| 7-9-2024                                                                   | Eindhoven                                                                  | Paesi Bassi                                                                | 5 – 2                                                                      | Bosnia ed Erzegovina                                                       | UEFA Nations League 2024-2025 - 1º turno                                   | -                                                                          | 83’                                                                        |
| 10-9-2024                                                                  | Amsterdam                                                                  | Paesi Bassi                                                                | 2 – 2                                                                      | Germania                                                                   | UEFA Nations League 2024-2025 - 1º turno                                   | -                                                                          | 46’                                                                        |
| Totale                                                                     |                                                                            | Presenze                                                                   | 13                                                                         |                                                                            | Reti                                                                       | 0                                                                          |                                                                            |

## Palmarès

### Club

#### Competizioni nazionali
- Supercoppa dei Paesi Bassi: 2

PSV: 2023, 2025
- Campionato olandese: 2

PSV: 2023-2024, 2024-2025